# مطار جنرال سانتوس الدولي
مطار جنرال سانتوس الدولي (بالإنجليزية: General Santos International Airport)‏ (إياتا: GES، إيكاو: RPMR) هو مطار عام يخدم مدينة مدينة جنرال سانتوس ويشغل المطار هيئة الطيران المدني الفلبينية.